# Kofi Yamgnane

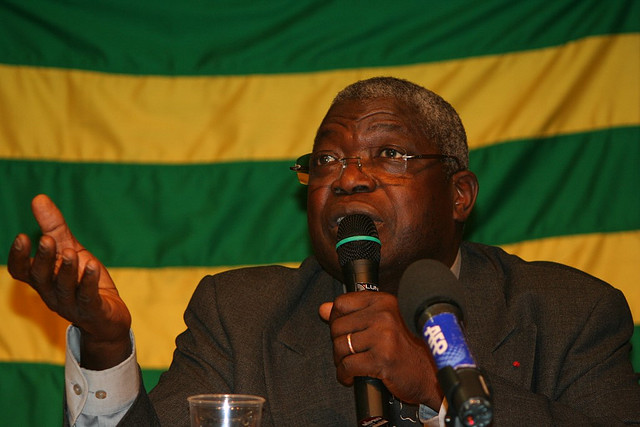
Kofi Yamgnane (2010)

Kofi Yamgnane (* 10. Oktober 1945 in Bassar) ist ein französischer Politiker togoischer Herkunft.

## Leben
Yamgnane wurde am 10. Oktober 1945 in der togoischen Stadt Bassar geboren. Den Beruf des Bergbauingenieurs erlernte er in Frankreich, seit 1975 besitzt Yamgnane die doppelte Staatsangehörigkeit.
Seine politische Karriere begann Yamgnane 1983 als Lokalpolitiker der sozialistischen Partei in der Bretagne, 1989 wurde er zum Bürgermeister der Gemeinde Saint-Coulitz, Dept. Finistère, gewählt. Yamgnane war erster schwarzer Gemeindevorsteher Frankreichs. 1991 wurde er zum Staatssekretär für Integration beim Minister für soziale Angelegenheiten ernannt, zuerst in der Regierung Édith Cressons und anschließend in der Regierung Bérégovoys. Von 1992 bis 1997 war er Mitglied des Regionalrats der Bretagne, in der XI. Wahlperiode der französischen Nationalversammlung vom 12. Juni 1997 bis 18. Juni 2002 war er Abgeordneter des 6. Wahlkreises des Departements Finistère für die sozialistische Partei.
Zu den Präsidentschaftswahlen in Togo 2005 kündigte Yamgnane am 3. März 2005 eine Kandidatur an, beendete diese jedoch bereits Ende März zu Gunsten Emmanuel Bob-Akitanis. Für die Präsidentschaftswahl in Togo 2010 kandidiert er als Bewerber gegen Faure Gnassingbé. Kontakte Yamagnes zur französischen Botschaft führte zur Ausweisung des ersten Sekretärs der Botschaft und damit zu einer diplomatischen Krise zwischen Togo und Frankreich. Nach französischer Auffassung hatte der Sekretär der Botschaft seine Kompetenzen nicht überschritten, sondern normale Kontakte auch zu Vertretern der Opposition. Frankreich fordert die Zurückrufung eines togoischen Diplomaten vergleichbaren Ranges.
2002 veröffentlichte er das Buch Nous grandirons ensemble, das in drei Auflagen in 60.000 Exemplaren verkauft wurde.

## Veröffentlichungen
- Nous grandirons ensemble. Afrique - Europe. Laffont, Paris 2002, ISBN 2-221-09812-9.